# Moulin des Veaux
Le moulin des Veaux est un moulin à eau situé à Chavenon, commune située dans le département de l'Allier, en région Auvergne-Rhône-Alpes (France).

## Historique
Le moulin des Veaux se trouve sur l'Aumance ; il figure sur la carte de Cassini. À l'origine, c'est une  dépendance du château de Laly (Le Montet), puis du château de Saint Hubert (Chavenon), « il est l'un des derniers représentants des très nombreux moulins qui étaient bâtis par les propriétaires de domaines agricoles pour les besoins de leur propriété ». Ce moulin à eau a beaucoup souffert de son abandon prolongé et de la ruine de ses toitures.